# Älgtjärnarna (naturreservat)
Älgtjärnarna är ett naturreservat i Lekebergs kommun i Örebro län.
Området är naturskyddat sedan 2014 och är 23 hektar stort. Reservatet besår av gammal barrskog med kullfallna och mossbelupna trädstammar. Älgtjärnarna återfinns i nordväst delvis utanför reservatet.